# Cumbre Mundial sobre la Seguridad Alimentaria (2009)
La Cumbre Mundial para la Seguridad Alimentaria se celebró en Roma, Italia, entre el 16 y el 18 de noviembre de 2009. La decisión de convocar a la Cumbre fue tomada por el Consejo de la Organización de las Naciones Unidas para la Agricultura y la Alimentación (FAO por sus siglas en inglés) en junio de 2009, ante la propuesta del director general, el doctor Jacques Diouf.
A la Cumbre, que se realizó en la Sede de la FAO, asistieron distintos Jefes de Estado y de Gobierno.

## Objetivos
El objetivo principal de la Cumbre es erradicar el hambre. Para lograrlo, la FAO asegura que el evento debe enfocarse en establecer un sistema de regulación de la seguridad alimentaria más coherente y efectivo, incluyendo reglas y mecanismos que aseguren ingresos adecuados para los productores, movilizar la inversión a la infraestructura agrícola, así como la equidad de acceso a los insumos y un mecanismo de reacción temprana en momentos de crisis alimentaria.

## Declaración
Diouf invitó a los gobiernos de todos los países del mundo a negociar una declaración que fue aprobada en la Cumbre. Para iniciar el proceso, Diouf envió un documento a los Ministros de Relaciones Exteriores, Cooperación para el Desarrollo y Agricultura, de los países miembros de la FAO y de Naciones Unidas, que generó un “debate” entre las naciones que pertenecen a la Asociación.
En la Cumbre, los países miembros adoptaron por unanimidad una declaración prometiendo un renovado compromiso para erradicar el hambre de la faz de la tierra, de forma permanente y a la mayor brevedad posible.

## Desarrollo
Durante la inauguración de la Cumbre, el Secretario General de la ONU, Ban Ki-moon comentó que 17,000 niños mueren cada día de hambre en el mundo.
El director general de la FAO, Jacques Diouf, exhortó a los países desarrollados a cumplir sus promesas de ayuda para erradicar el hambre, durante su discurso de apertura de la Cumbre.
Diouf lanzó una llamada de atención a los países ricos y puso el ejemplo de la última cumbre del G8 en L'Aquila (centro de Italia) donde se prometieron fondos que aún no han llegado. "La cumbre del G8 fue muy positiva debido a la atención que los países grandes dirigieron al desarrollo de los pequeños agricultores en los países en vías de desarrollo, pero los 20.000 millones de dólares de fondos prometidos aún tienen que materializarse".
El Papa Benedicto XVI, en su primera intervención en la Sede de la FAO, declaró que "El hambre es el signo más cruel y concreto de la pobreza”.
Mayor información sobre los discursos e intervenciones de distintos líderes y representantes puede encontrarse en la sección de Discursos y Declaraciones del sitio oficial de la Cumbre.
De forma paralela a las reuniones, se llevaron a cabo cuatro mesas redondas con las temáticas:
- Mesa 1: Reducción al mínimo de las repercusiones negativas de las crisis alimentarias, económicas y financieras en la seguridad alimentaria mundial

- Mesa 2:Aplicación de la reforma de la regulación mundial de la seguridad alimentaria

- Mesa 3:Adaptación al cambio climático y mitigación del mismo: desafíos para la agricultura y la seguridad alimentaria

- Mesa 4: Medidas para mejorar la seguridad alimentaria mundial: consideraciones relativas al desarrollo rural, los pequeños agricultores y el comercio

## Financiación
La FAO anunció en el mes de julio que Arabia Saudita había accedido a cubrir los costos de la Cumbre, estimados en $2.5 millones de dólares. La oferta se realizó durante una visita oficial del director general a dicho país.